# Jakob Fries
Jakob Fries (* 2. Mai 1913 in Albertshofen; † 20. Oktober 1974 ebenda) war ein deutscher SS-Oberscharführer in Konzentrationslagern, der an NS-Gewaltverbrechen beteiligt war.

## Leben
Fries war der Sohn eines Hilfsarbeiters. Nach der Schulzeit erlernte er den Malerberuf und bestritt seinen Lebensunterhalt als Malergeselle. Zum 15. März 1933 trat er der SS bei (SS-Nummer 102.415) und gehörte ab 1934 der Wachmannschaft im KZ Dachau an. Von dort wurde er in das KZ Sachsenhausen versetzt, wo er ab 1938 die Strafkompanie leitete. Er wurde 1941 in das KZ Flossenbürg kommandiert, wo er Blockführer war. Von 6. Mai 1942 bis zum 28. Dezember 1943 war er als Arbeitsdienst- und Rapportführer im KZ Auschwitz eingesetzt. Anschließend leistete er als Angehöriger der Waffen-SS Kriegsdienst.
Nach Kriegsende wurde Fries aufgrund im KZ Sachsenhausen begangener NS-Gewaltverbrechen durch das Landgericht Nürnberg-Fürth am 30. Januar 1952 zu 14 Jahren Zuchthaus verurteilt. Er wurde am 29. September 1960 vorzeitig aus der Haft entlassen. Infolge von gerichtlichen Beschuldigungen hinsichtlich der Teilnahme an Selektionen auf der Rampe und Durchführung von Erschießungen an der Schwarzen Wand wurde Fries anlässlich des 1. Frankfurter Auschwitzprozesses am 12. Juni 1961 in Untersuchungshaft genommen. Fries sagte aus, dass er nur im KZ Flossenbürg an Exekutionen teilgenommen habe. Vor Beginn der Hauptverhandlung wurde Mitte 1963 das Verfahren gegen Fries vorläufig eingestellt, was laut Werner Renz folgende Ursachen hatte:   
„Fries war nicht nachzuweisen, dass er sich mit Entscheidungsbefugnis an Selektionen auf der Rampe beteiligt hatte. Seine Einlassung, auf der Rampe nur Handwerker für Arbeitskommandos ausgesucht zu haben, war dem Beschuldigten nicht zu widerlegen. Die StA wertete Fries’ Tätigkeit auf der Rampe als Beihilfe. Da Fries bereits von einem Nürnberger Schwurgericht zu [...] Zuchthaus verurteilt worden war, eine mögliche erneute Bestrafung im Frankfurter Verfahren mithin nicht ins Gewicht fiel, erschien der StA die vorläufige Einstellung des Verfahrens nach § 154 StPO geboten“. Am 16. Juli 1964 sagte Fries jedoch als Zeuge im Frankfurter Auschwitzprozess aus.
Der Auschwitzüberlebende Rudolf Vrba fasste nach seiner Erschütterung über die Verfahrenseinstellung gegen Fries und andere Beschuldigte den Entschluss, seine Erlebnisse während der Lagerzeit zu veröffentlichen. Vrba begegnete Fries unmittelbar nach seiner Ankunft im KZ Auschwitz: „Dann wurden wir von einem SS-Oberscharführer gemustert, einem der größten Männer, die ich je gesehen hatte, einem schroff aufragenden Berg von einem Mann, an die zwei Meter groß, beide Hände auf einen riesigen Knüppel gelegt. Es handelte sich um Jakob Fries, einen der brutalsten Männer, die Auschwitz, die Mutter so vieler Mörder, je hervorbrachte.“